# 伊原六花
伊原 六花（いはら りっか、1999年〈平成11年〉6月2日 - ）は、日本の女優、歌手、タレント。
大阪府大阪狭山市出身。フォスター所属。

## 略歴
4歳から習い始めたバレエを通じて体で表現する楽しさを知り、小学2年生の時に観た友だちの友だちが出演する舞台をきっかけにミュージカルに興味を持って、2008年から2012年にかけて「子どもミュージカル」でコーラスとダンスのレッスンを受けるなど演劇の習い事に従事する。
2012年、劇団アークス主催のミュージカル『ズボン船長〜Fifi & the Seven Seas〜』のオーディションに合格。2013年から2年間劇団アークスに所属して同作品でジョジョ姉役を演じる。2015年から2017年にかけては、沖縄発祥の舞台芸能「現代版組踊」にも取り組む。
2015年4月、大阪府立登美丘高等学校普通科に入学し、振付師のakaneが指導する同校ダンス部に所属。キャプテンとして数々の大会で優勝を飾り、2017年8月に「日本高校ダンス部選手権」で発表した自身がセンターを務める「バブリーダンス」が注目を集めて、様々なメディアで取り上げられる。
高校卒業後は東京の大学に進学してオーディションを受けたいと考えていたところ、高校在学中に芸能事務所のフォスターによりスカウトされ2017年10月1日より同事務所に所属。
2017年10月1日、「伊原 六花」の芸名で本格的に芸能活動を開始。2018年2月にはオーディションを経てセンチュリー21の新イメージキャラクター・初代「センチュリー21ガール」に起用され、7月より放送のCMへの出演が決定。同年3月に大阪府立登美丘高等学校普通科を卒業の後、同月末に上京し本格的に女優として活動を開始する。3月31日には「マイナビ presents 第26回 東京ガールズコレクション 2018 SPRING/SUMMER」に出演し、ランウェイデビュー。4月より初の冠ラジオ番組『センチュリー21 presents 伊原六花とブカツ☆ダンス』（TBSラジオ）が放送開始。6月には初の写真集となる伊原六花1st写真集『rikka』を発売する。7月期放送の『チア☆ダン』（TBSテレビ）でドラマデビュー。
2019年1月に「センチュリー21」のCMソングで大沢伸一プロデュースによる楽曲「Wingbeats」をavex traxより配信リリースし、歌手デビュー。歌うことはもともと好きだったものの人前で歌うのは初めてだったことから、歌手デビューに向けてボイストレーニングに通った。また、同年1月より放送のテレビアニメ『かぐや様は告らせたい〜天才たちの恋愛頭脳戦〜』（毎日放送・TOKYO MX）の主題歌で、同年2月発売の鈴木雅之のシングル「ラブ・ドラマティック feat. 伊原六花」にゲストボーカルとして楽曲参加している。
2019年4月期に放送ならびに同年6月公開の『明治東亰恋伽』で連続ドラマと映画に初主演を務め、同年度前期放送の『なつぞら』でNHK連続テレビ小説に初出演する。また、同年4月より通信カラオケ「DAM」にて配信される音楽情報番組『DAM CHANNEL』の16代目MCを務める。
2020年4月にブロードウェイ・ミュージカル『ウエスト・サイド・ストーリー Season3』のオーディションに合格してヒロイン・マリア役として幼いころからの夢であったミュージカルの舞台に初めて立つ予定であったが、新型コロナウイルス感染症（COVID-19）の感染拡大に伴い全公演中止となった。12月19日に公式YouTubeチャンネル「伊原六花のSTEP&GO」を開設。

## 略年譜
- 1999年6月2日、大阪府大阪狭山市に生まれる。
- 2008年 - 2012年、子供ミュージカルにてコーラスとダンスのレッスンを受ける。子供ミュージカルに出演。
- 2012年、劇団アークス主催のミュージカル『ズボン船長』のオーディションに合格し、生徒役で出演。
- 2013年 - 2015年、同『ズボン船長』に出演し、ジョジョ姉役を3年連続で演じる。
- 2015年 - 2017年、大阪狭山市の現代版組踊キジムナーの会「表現倶楽部うどぃ」に所属。
- 2022年、咲くやこの花賞演劇・舞踊部門受賞[38][39]。
- 2024年11月19日から大阪狭山市特命大使に委嘱される[40]。期限は2年間[41]。

## 人物
身長160cm。スリーサイズはB85cm、W56cm、H85cm。
趣味は料理、読書、観葉植物、盆栽、トカゲ飼育（ヒョウモントカゲモドキというヤモリの一種）、南部鉄器。好きな作品は『星の王子さま』。特技はダンス。幼い頃からの夢はミュージカル女優で、映画『グレイテスト・ショーマン』のヒュー・ジャックマンのような歌って踊るエンターテイナーを目指し、23歳くらいまでのミュージカル出演を目標にダンスや歌のレッスンを積む。目標とする女優は宮﨑あおいで、「どんな役でも演じられる女優さんになりたい」と語る。
大阪府立登美丘高等学校ではダンス部キャプテンを務めていた。ソウルフードとして、部活時代によく食べていた大阪B級グルメ「かすうどん」を挙げる。さつまいも好きで知られ、芋女としても活動の幅を広げている。

## 出演

### バラエティ番組
- ちちんぷいぷい（毎日放送）
  - 「もう興奮させんといて〜」（2017年12月 - 2018年3月） - 2017年12月から、「大阪府立登美丘高等学校ダンス部元主将」として、角淳一による発案・進行で毎週金曜日の17時台に放送されていたコーナーへ随時出演。
  - 「六花&石原の大阪にないもん見つけました」（2018年4月 - 9月） - 卒業・上京および上記コーナー終了後の同年4月からは、チキチキジョニーの石原祐美子と共に、金曜日の17時台で月に1回放送されるロケコーナーのリポーターを務めた。
- ラヴィット!（TBSテレビ）
  - 2022年2月10日よりロケを中心に不定期出演。同年10月24日にはロケグランドスラム（月 - 金の全曜日出演）を達成[47]。
- 朝だ!生です旅サラダ（朝日放送テレビ）
  - 「ロコレコ」リポーター。（2022年11月26日 - ） - 不定期出演。
- ごきげんライフスタイル よ〜いドン!（関西テレビ）
  - 「となりの人間国宝さん」（2023年4月5日 - ） - 水曜放送分のロケを山之内すずと2週交代で担当、担当ロケ放送日にスタジオ出演する。初回出演となった2023年4月5日の放送では、スタジオで山之内と共演した[注 2][48][49]。
- プレバト!!（2023年9月14日 - 、毎日放送） - 水彩画査定（不定期出演）初挑戦で特待生に昇格[50]。
- 第23回わが心の大阪メロディー（2023年10月31日、NHK総合） - 司会[51]
- 超体感!新春開運　伊勢　お参り旅（2025年1月1日、NHK総合）

### 教育番組
- 旅するためのスペイン語（2020年10月 - 2022年9月、NHK Eテレ）[52][53][54]

### ドキュメンタリー
- NHKスペシャル「東京ブラックホールIII 1989-1990 魅惑と罪のバブルの宮殿」（2022年5月1日、NHK総合） - ひふみ 役[55]
- ザ・ノンフィクション 「上京物語2024」～シェフと父さんのケーキ～ 前編・後編 （2024年4月7日・14日、フジテレビ） -　ナレーション

### テレビドラマ
- チア☆ダン（2018年7月13日 - 9月14日、 TBSテレビ） - 麻生芙美 役[25]
- 大誘拐2018（2018年12月14日、東海テレビ・フジテレビ） - 吉村紀美 役[56]
- 家康、江戸を建てる 後編「金貨の町」（2019年1月3日、NHK総合） - 栗 役[57]
- スキャンダル専門弁護士 QUEEN 第1話（2019年1月10日、フジテレビ） - 緑川林檎 役[58]
- 明治東亰恋伽（2019年4月9日 - 5月28日、テレビ神奈川・U-NEXTほか） - 主演・綾月芽衣 役[注 3][29][30]
- 連続テレビ小説（NHK） 
  - なつぞら 第55回 - 第156回（2019年6月3日 - 9月27日） - 森田桃代 役[59][31][32][60]
  - ブギウギ（2023年10月2日 - 2024年3月29日） - 秋山美月 役[61][62]
- どんぶり委員長（2020年10月25日（24日深夜） - 2021年1月3日（2日深夜）、BSテレビ東京） - 主演・委員長 役[63]
- 七人の秘書 第7話（2020年12月3日、テレビ朝日）- 中川由加里 役[64][65]
- 神様のカルテ（2021年2月15日 - 3月8日、テレビ東京） - 水無陽子 役[66]
- エアガール（2021年3月20日、テレビ朝日） - 川村陽子 役[67]
- 警視庁・捜査一課長 Season5 第1話（2021年4月8日、テレビ朝日） - 桐野梨子 役[68]
- 夕暮れに、手をつなぐ（2023年1月17日 - 3月21日、TBSテレビ） - 丹沢千春 役[69]
- マイ・セカンド・アオハル（2023年10月17日 - 12月19日、TBSテレビ） - 桂山キイナ 役[70]
- 肝臓を奪われた妻（2024年4月3日 - 6月26日、日本テレビ） - 主演・北山優香 役[71]
- パラレル夫婦 死んだ"僕と妻"の真実（2025年4月1日 - 6月17日、関西テレビ・フジテレビ） - 主演・なつめ 役（伊野尾慧とダブル主演） [72]
- 恋愛禁止（2025年7月3日 - 、読売テレビ・日本テレビ） - 主演・木村瑞帆 役[73]

### 映画
- 明治東亰恋伽（2019年6月21日、キャンター） - 主演・綾月芽衣 役[29][30]
- 地獄の花園（2021年5月21日、ワーナー・ブラザース映画） - 同僚OL 役[74]
- 星空のむこうの国（2021年7月16日、ファントム・フィルム） - 賀村愛弓 役[75]
- リゾートバイト（2023年10月20日、イオンエンターテイメント） - 主演・内田桜 役[76][77][78]
- ふしぎ駄菓子屋 銭天堂（2024年12月13日、東宝） - 相田陽子 役[79]
- 少年と犬（2025年3月20日、東宝） - 中垣麻由美 役[80]
- 栄光のバックホーム（2025年11月28日公開予定、ギャガ） - 小笠原千沙 役[81]

### 舞台
- 三島由紀夫没後50周年企画『MISHIMA2020』「橋づくし」（2020年9月21日・22日、日生劇場） - 料亭の娘 役[82]
- ロミオ&ジュリエット（2021年5月21日 - 6月13日、東京・TBS赤坂ACTシアター / 7月3日 - 11日、大阪・梅田芸術劇場メインホール / 7月17日・18日、名古屋・愛知県芸術劇場大ホール） - ヒロイン・ジュリエット 役（天翔愛とのダブルキャスト）[83]
- 友達（2021年9月3日 - 26日、新国立劇場 小劇場 / 10月2日 - 10日、サンケイホールブリーゼ） - 三女 役[84]
- 「音楽劇 海王星」（2021年12月6日 - 30日、PARCO劇場 / その後、大阪・富山・宮城・青森・愛知を巡演） - 那美 役[85]
- ミュージカル「夜の女たち」（2022年9月13日 - 10月16日、神奈川芸術劇場（KAAT）ほか） - 大和田久美子 役[86]
- PARCO&CUBE produce 2024 ミュージカル『ダブリンの鐘つきカビ人間』（2024年7月3日 - 10日、東京国際フォーラム ホールC / 7月20日 - 29日、COOL JAPAN PARK OSAKA WWホール） - おさえ 役[87]
- Bunkamura Production 2024『台風23号』（2024年10月5月 - 27日、THEATER MILANO-Za / 11月1日 - 4日、森ノ宮ピロティホール / 11月8日・9日、穂の国とよはし芸術劇場PLAT 主ホール）[88]
- パルコ・プロデュース2025『ヴォイツェック』（2025年9月23日 - 28日〈予定〉、東京芸術劇場 プレイハウス / 10月3日 - 5日〈予定〉、岡山芸術創造劇場 ハレノワ 中劇場 / 10月8日・9日〈予定〉、JMSアステールプラザ 大ホール / 10月18日・19日〈予定〉、J:COM北九州芸術劇場 大ホール / 10月23日 - 26日〈予定〉、兵庫県立芸術文化センター 阪急中ホール / 10月31日 - 11月2日〈予定〉、穂の国とよはし芸術劇場PLAT 主ホール / 11月7日 - 16日〈予定〉、東京芸術劇場 プレイハウス） - マリー 役[89][90]

#### 公演中止
- ウエスト・サイド・ストーリー Season3（2020年4月1日 - 5月31日 → 全公演中止[36]、IHIステージアラウンド東京） - マリア 役[注 1][35]

### ラジオ番組
- センチュリー21 presents 伊原六花とブカツ☆ダンス（2018年4月8日 - 、TBSラジオ） - パーソナリティ[23]
- 伊原六花のMBSヤングタウン（2024年4月5日 -  、MBSラジオ）- パーソナリティ[91]

### 配信番組
- DAM CHANNEL（2019年4月7日 - 2020年4月11日、DAM） - 16代目MC[33]

### 配信ドラマ
- シコふんじゃった!（2022年10月26日 - 12月21日、Disney+）- 主演・大庭穂香 役（葉山奨之とW主演）[92]
- ゲトレ夕暮れ大暴れ 第3話（2023年1月22日、Paravi） - 伊原六花（本人） 役
- クロちゃんずラブ〜やっぱり、愛だしん〜 第1話（2023年3月22日、Paravi）[93] - 柿村歩美 役

### CM・広告
- LINE LINE みんなのものがたり「キャンパラダイス〜イマドキの大学4年間を4分でまとめてみた〜」（2018年4月2日 - ）[94]
- センチュリー21（2018年7月21日 - 2021年3月31日） - イメージキャラクター「初代センチュリー21ガール」[95]
  - 「新人の決意」篇 [96]
  - 「はじめての独り暮らし」篇 [97]
  - 「新時代の旗揚げ」篇（2019年1月21日 - ）[98]
- プロトコーポレーション グーネット（2018年8月24日 - 2020年） - イメージキャラクター[99]
- ABCマート「NIKE CLASSIC SNEAKER」（2018年9月6日 - ）[100]
- ウィザス ファロス個別指導学院（2018年11月14日 - ） - イメージキャラクター[101]
- ナリスアップコスメティックス Parasola（パラソーラ）（2018年12月10日 - ） - イメージキャラクター[102]
- キャリアフィールド ココキャリ WEB動画シリーズ「ココキャリ presents 伊原六花の1日保育士体験!六花せんせ〜い♡」（2019年2月1日 - ）[103]
- 不二家 ルック「自分をLOOK」篇（2019年9月10日 - ）[104]
- スルッとKANSAI PiTaPa「ポストペイって、なんだっペイ?」篇（2019年9月26日 - ）
- マルサンアイ - CMキャラクター[105]
  - 豆乳グルト「豆乳グルトダンス」編（2019年11月17日 - ）
  - 豆乳「ソイダンス」編
  - 鮮度みそ「鮮度みそだから」編
- 学情 Re就活「もう1回、出会おう。」篇（2020年7月1日 - ）[106]
- チヨダ - イメージキャラクター[107]
  - 「人気商品新価格」篇（2021年3月18日 - ）
- キリンビール「キリン のどごし〈生〉」
  - 「ひたむきに20年」篇（2024年6月17日 - ） - 桐谷健太と共演[108]
- 日本行政書士会連合会 令和6年度行政書士制度PRポスターモデル（2024年8月1日 - ）[109]
- フタバ食品 サクレレモン「驚きの発表」篇（2025年5月19日 - ）[110]

### ミュージック・ビデオ
- 井上陽水「care」（2018年6月）[111]
- 鈴木雅之「ラブ・ドラマティック feat. 伊原六花」スピンオフムービー（2019年2月）[112]

### イベント
- マイナビ presents 第26回 東京ガールズコレクション 2018 SPRING / SUMMER（2018年3月31日、横浜アリーナ）[22]

## 作品

### 写真集
1. rikka（2018年6月1日、東京ニュース通信社、撮影：佐藤佑一）ISBN 978-4-86336-769-2[24]
2. sáu hoa（2019年6月1日、東京ニュース通信社、撮影：佐藤佑一）ISBN 978-4-86336-921-4[113][114][115]
3. R22（2022年3月22日、ワニブックス、撮影：中山雅文）ISBN 978-4847084164

### カレンダー
- 伊原六花スクールカレンダー2020（2020年1月31日、東京ニュース通信社）[116]
- 伊原六花カレンダーブック2021（2020年10月30日、東京ニュース通信社）[117]
- 伊原六花2022年カレンダー（2021年10月23日、トライエックス）[118]

## ディスコグラフィ

### 配信シングル
- Wingbeats（2019年1月30日配信、avex trax）[7][26]

### 参加楽曲
- 鈴木雅之「ラブ・ドラマティック feat. 伊原六花」（2019年2月27日、エピックレコードジャパン、 ESCL-5203/4） - ゲストボーカル[28]
- OCEANS「RUNWAY with 伊原六花」 - 2022年8月17日発売のアルバム『OCEANS with love』収録[119]